# Ephesia hymenoides
Ephesia hymenoides är en fjärilsart som beskrevs av Bang-haas 1927. Ephesia hymenoides ingår i släktet Ephesia och familjen nattflyn. Inga underarter finns listade i Catalogue of Life.